# Histaménon
L’histaménon est le nom donné à une pièce d'or byzantine pour la distinguer du tétartéron, apparu vers 960 et d'une valeur légèrement moindre à la pièce standard, alors appelée nomisma. Si les deux pièces se ressemblent, elles finissent par se distinguer sur différents aspects. L’histaménon devient plus large et plus fin que le tétartéron et adopte une forme concave. Souvent, le terme abrégé de staménon est utilisé jusqu'à sa disparition en 1092. Dans les deux siècles à venir, l’histaménon devient le nom donné à des pièces de cuivre.

## Création

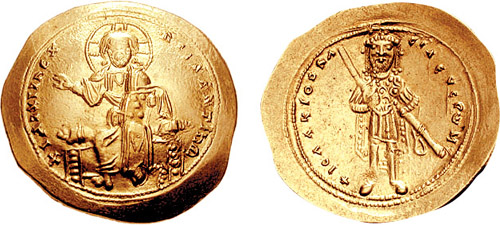
Histaménon de Isaac Ier (1057-1059), à la forme concave.

Depuis Constantin Ier, la principale monnaie byzantine est le solidus ou nomisma, dont le poids et la teneur en or ont connu une remarquable stabilité à travers les siècles. Toutefois, l'empereur Nicéphore II Phocas (963-969) introduit une nouvelle pièce, de deux carats plus légère que le nomisma original, désormais connu sous le nom d’histaménon.
La raison exacte de la création du tétartéron reste mal connue. Selon l'historien Jean Zonaras, elle doit accroître les revenus impériaux. Alors que les impôts sont payés en histaménon, l'Empire paie ses propres dépenses avec le tétartéron, d'une valeur moindre alors qu'il est officiellement considéré comme équivalent à l’histaménon.
Dans les premiers temps, il est impossible de distinguer visuellement les deux pièces. Seul le poids est discriminant. Au cours du règne de Basile II (976-1025), le tétartéron commence à être émis sous une forme plus petite et épaisse, alors que l'histaménon devient plus large et fin. Puis, sous Constantin VIII (1025-1028), elles n'ont plus la même iconographie. Au milieu du XIe siècle, le tétartéron fait 18 millimètres de diamètre et son poids tourne autour de 3,98 grammes, soit trois carats de moins que l'histaménon, dont la forme est devenue concave et qui mesure 25 millimètres de large contre 20 millimètres pour le nomisma original. C'est sous le règne de Michel IV le Paphlagonien (1034-1041) que la pièce a acquis sa forme concave, qui devient prédominante sous Constantin IX (1042-1055). Ces pièces sont connues sous le nom de histamena trachea ou simplement trachea.